# Badezorus
Badezorus is een geslacht van wantsen uit de familie van de Miridae (Blindwantsen). Het geslacht werd voor het eerst wetenschappelijk beschreven door William Lucas Distant in 1910.

## Soorten
Het genus bevat de volgende soorten:

- Badezorus annulicornis (Reuter, 1879)
- Badezorus ferdowsii (Linnavuori, 1997)
- Badezorus immaculatus (Linnavuori, 1997)
- Badezorus signaticornis (Reuter, 1904)
- Badezorus tauricus (Wagner, 1976)
- Badezorus tomentosus (Reuter, 1904)